# Кучерук, Григорий Иванович
Григорий Иванович Кучерук (19.01.1921 — 03.08.1992) — командир разведывательной группы 76-й отдельной разведывательной роты (98-я стрелковая дивизия, 112-й стрелковый корпус, 67-я армия, 3-й Прибалтийский фронт), старший сержант, участник Великой Отечественной войны, кавалер ордена Славы трёх степеней.

## Биография
Родился 19 января 1921 года в селе Вербка Летичевского уезда Подольской губернии, ныне в составе Летичевского района Хмельницкой области Украины. Из семьи крестьянина. Украинец.
Окончил 7 классов сельской школы в 1937 году. Работал в родном селе учётчиком тракторной бригады колхоза.
В Красную армию призван 23 сентября 1940 года Летичевским районным военкоматом Подольской области. Служил на советско-финской границе.
Участник Великой Отечественной войны с июня 1941 года. В оборонительных боях 4 сентября 1941 года был тяжело ранен. После выздоровления – на Ленинградском фронте, воевал внутри блокадного кольца два с половиной года в рядах 289-го отдельного пулемётно-артиллерийского батальона.
Командир отделения 289-го отдельного пулемётно-артиллерийского батальона (79-й укреплённый район, 42-я армия, Ленинградский фронт) сержант Кучерук Григорий Иванович особо отличился в начале Ленинградско-Новгородской наступательной операции. При прорыве мощнейшей, строившейся с осени 1941 года гитлеровской обороны в районе населённого пункта Московская Славянка (4 километра севернее города Слуцк Ленинградской области, ныне - город Павловск, Санкт-Петербург), 24 января 1944 года на переднем крае вёл наблюдение за противником, выявлял огневые точки и корректировал по ним огонь артиллерии. Своевременно обнаружил отход немецких войск с занимаемых рубежей и по его докладу было немедленно организовано преследование неприятеля. В рядах батальона одним из первых ворвался в город Слуцк. В этом бою сержант К. лично уничтожил 7 гитлеровцев. В строю боец находился вопреки своему второму ранению, полученному 13 января 1944 года – он так долго ждал изгнания врага от стен Ленинграда и желал лично участвовать в завершающей блокаду битве, что категорически отказался от направления в госпиталь.
За образцовое выполнение боевых заданий Командования на фронте борьбы с немецкими захватчиками и проявленные при этом доблесть и мужество приказом войскам 42-й армии № 0293/н от 18 апреля 1944 года сержант Кучерук Григорий Иванович награждён орденом Славы 3-й степени.
Вскоре, в мае 1944 года, Григорий Кучерук был тяжело ранен (это было его третье ранение и второе - тяжёлое). После выздоровления в июле 1944 года он уже не вернулся в свой батальон – опытного бойца направили во фронтовую разведку. Член ВКП(б)/КПСС с 1944 года.
Командир отделения 76-й отдельной разведывательной роты сержант Кучерук Григорий Иванович вновь отличился в ходе Тартуской наступательной операции. В ночь с 24 на 25 августа 1944 года в составе группы разведчиков в районе местечка Рынгу (22 километра юго-западнее города Тарту, Эстонская ССР) выследил расположение немецкой части и атаковал противника. В составе группы уничтожил 10 гитлеровцев и захватил «языка». Оторвавшись от преследования, разведчики доставили контрольного пленного в расположение наших войск, где он сообщил ценные сведения. Был представлен к награждению орденом Красной Звезды. Но командир дивизии заменил награду на орден Славы 3-й степени.
За образцовое выполнение боевых заданий Командования на фронте борьбы с немецкими захватчиками и проявленные при этом доблесть и мужество приказом частям 98-й стрелковой дивизии 4 сентября 1944 года сержант Кучерук Григорий Иванович награждён орденом Славы 3-й степени. 
Указом Президиума Верховного Совета СССР от 23 марта 1963 года был перенаграждён орденом Славы 1-й степени, став тем самым полным кавалером ордена Славы.
Командир разведывательной группы 76-й отдельной разведывательной роты старший сержант Кучерук Григорий Иванович отважно действовал в Прибалтийской стратегической наступательной операции. 15 октября 1944 года он вместе с полком форсировал реку Западная Двина в районе населённого пункта Болдерая (ныне – северо-западная окраина города Рига, Латвия). Затем разведчики незаметно проникли в тыл противника, обнаружили группу немецких солдат, атаковали её и уничтожили 9 солдат, а ещё 2-х взяли в плен. После этого Кучерук находился в немецком ближнем тылу, выявляя огневые точки и систему обороны, передавая ценные сведения об этом по рации. 
В ночь на 18 октября 1944 года ещё раз перешёл линию фронта, уничтожил пулемёт с расчётом, обнаружил и вывел из строя 2 линии связи, доставил ценные сведения о системе огня противника и обнаружил его отход. Полученные ценные сведения способствовали успешным действиям дивизии. Был представлен к награждению орденом Отечественной войны, но командующий армией заменил награду на орден Славы 2-й степени.
За образцовое выполнение боевых заданий Командования на фронте борьбы с немецкими захватчиками и проявленные при этом доблесть и мужество приказом войскам 67-й армии № 0541/н от 22 октября 1944 года старший сержант Кучерук Григорий Иванович награждён орденом Славы 2-й степени.
В мае 1946 года старшина Г. И. Кучерук был демобилизован. Жил в родном селе Вербка, работал в колхозе имени Т. Г. Шевченко. В начале 1970-х годов переехал в город Константиновка Донецкой области Украины, где трудился столяром в Константиновском индустриальном техникуме.
Скончался 3 августа 1992 года.

## Награды
- Орден Отечественной войны I степени (11.03.1985)[3]
- Орден Славы 1-й (23.03.1963)[4], 2-й (11.10.1944)[5] и 3-й (18.04.1944)[6] степеней
- медали, в том числе:
  - «Медаль «За оборону Ленинграда»» (вручена в 1943 году)[7]

- - «В ознаменование 100-летия со дня рождения Владимира Ильича Ленина» (6 апреля 1970)
  - «За победу над Германией» (9 мая 1945[8])[9]
  - «20 лет Победы в Великой Отечественной войне 1941—1945 гг.» (7 мая 1965[10])
  - «30 лет Победы в Великой Отечественной войне 1941—1945 гг.»[11]
  - «30 лет Советской Армии и Флота»[12]
  - «40 лет Вооружённых Сил СССР»[13]
  - «50 лет Вооружённых Сил СССР» (26 декабря 1967[14])
- Знак «25 лет победы в Великой Отечественной войне» (1970)

## Память
- На могиле установлен надгробный памятник
- Его имя увековечено в Главном Храме Вооружённых сил России, и навсегда запечатлено на мемориале «Дорога памяти»